# Ґольські
Ґольські або Гольські (пол. Golscy) — польський шляхетський рід гербу Роля.

Герб Ґольських Роля

Походили з Куявії (тепер Польща). У XVI–XVII століттях володіли маєтками у Західній, Правобережній Україні (зокрема, Чортків, Підгайці, Бучач). Відігравали роль у політичному житті Речі Посполитої. Були пов'язані родинними зв'язками з Потоцькими, Стадніцькими.
Представники:
- Миколай — власник Буданова або Скоморошого[1]
- Станіслав — воєвода подільський, руський, староста барський, летичівський
- Ян — каштелян галицький[2] (або кам'янецький[3]).
- Мацей, дружина — Дорота Добромірська[4]

Хтось з Гольських з усіма всіма дітьми Мартина Чурила мав процес в суді у 1612 році.